# Pachymatisma johnstonia
Pachymatisma johnstonia är en svampdjursart som beskrevs av Bowerbank in Johnston 1842. Pachymatisma johnstonia ingår i släktet Pachymatisma och familjen Geodiidae. Arten är reproducerande i Sverige. Inga underarter finns listade i Catalogue of Life.